# كلب راكوني
الكلب الراكوني (الاسم العلمي: Nyctereutes، يعني حرفيًّا باليونانية: جوّال الليل) هو جنس من الكلبيات يضم نوعين فقط من الكلاب الموجودة: كلب الراكون الشائع (Nyctereutes procyonoides) وكلب الراكون الياباني (Nyctereutes viverrinus). دخل الكلب الراكوني لأول مرة في السجل الأحفوري قبل 5.5 مليون سنة في شمال الصين. كانت واحدة من أقدم الكلبيات التي وصلت إلى العالم القديم. انقرضت جميع الأنواع باستثناء نوعين قبل نهاية العصر الجليدي.

## الصفات
يتم التعرف عليها عادةً من خلال خطمها القصير، وجمجمتها المستديرة وشكل أضراسها، وتحديداً النسبة بين M1 و M2. تعتبر الكلاب الراكونية بشكل أساسي من آكلات اللحوم الانتهازية، حيث تتغذى على الثدييات الصغيرة والأسماك والطيور والحشرات، جنبًا إلى جنب مع النباتات العرضية، خاصة الجذور. يتأثر نظامهم الغذائي في الغالب بالعوامل البيئية. تعتبر الكلاب الراكونية اليابانية متميزة عن أنواع البر الرئيسي بسبب حجم الجمجمة الأكبر الموجود في الكلاب الراكونية الروسية والكلاب الراكونية الهوكايدُوِيَّة.